# Ablita nymphica
Ablita nymphica là một loài bướm đêm trong họ Noctuidae.